# Apple Lossless Encoding
Apple Lossless Encoder (conosciuto anche come Apple Lossless, ALE, o Apple Lossless Audio Codec, ALAC) è un codec audio sviluppato da Apple Inc. allo scopo di ottenere una compressione lossless (cioè senza perdita di informazioni).

## Storia
Il codec è stato introdotto dalla versione 6.5.1 di QuickTime presentata il 28 aprile 2004 e viene utilizzato da iTunes dalla versione 4.5. Il codec è utilizzato per trasmettere la musica all'AirPort Express utilizzando AirTunes.
David Hammerton e Cody Brocious hanno analizzato il codice del codec e hanno realizzato della documentazione. Il 5 marzo 2005 Hammerton ha pubblicato un decoder open source programmato in C basato sul reverse engineering del codec.
Nell'ottobre del 2011 Apple ha deciso di rendere disponibile il codice del codec con licenza open source.

## Caratteristiche
Apple Lossless Encoder memorizza i dati in un contenitore MPEG-4  con estensione .m4a. Non è una variante del AAC, dato che utilizza un metodo di compressione basato sulla predizione lineare simile a quello utilizzato da altri codec lossless come il FLAC o lo Shorten. iPod dotati di un firmware recente sono in grado di riprodurre la musica memorizzata con questo codec. Il codec non prevede una gestione dei diritti digitali (DRM) dato che questi vengono normalmente applicati al contenitore MPEG-4 o al file QuickTime che contiene la musica.
Apple dichiara che l'utilizzo di questo codec dimezza lo spazio occupato rispetto a un codec non compresso.